# Basowischtscha
Basowischtscha (auch bekannt als das Musikfestival des jungen Belarus; belarussisch Басовішча; im Polnischen Basowiszcza) war ein jährliches Festival der belarussischen Alternativ- und Rockmusik. Es wurde von 1990 bis 2019 regelmäßig von dem Belarussischen Studentenverband in Polen auf gemeinnütziger Basis in der Waldlichtung Boryk in der Nähe der Stadt Gródek in der Region Bialystok veranstaltet. Der Name des Organisators (Belarussische Studentenvereinigung (BAS); im Polnischen Białoruskie Zrzeszenie Studentów) steht für den Namen des Festivals.
Die meisten Festivalteilnehmer waren belarussische (N. R. M., Ljapis Trubezkoi, Mroja, NAVI, TT-34, Viktor Schalkewitsch, Ljawon Wolski u. a.) Bands und Singer-Songwriter, aber mehrere polnische (KSU, Lao Che, Kult, Pidżama Porno, R.U.T.A. u. a.) Bands nahmen auch regelmäßig teil. In den letzten Jahren nahmen auch litauische, ukrainische und italienische Bands am Festival teil. Das Festival fand an zwei Julitagen statt. Traditionell veranstaltete das Festival einen Wettbewerb junger Künstler, die ihre Teilnahmeanträge einreichten und erfolgreich ausgewählt wurden. Gewinner erhielten normalerweise Geldpreise oder die Möglichkeit, ein Album aufzunehmen. Jedes Jahr kamen zwischen fünf- und zwölftausend Menschen zum Festival.
Das 30. Basowischtscha war die letzte Show.